# Жихлин (гмина)
Жихлин (пол. Żychlin) — гмина (волость) в Польше, входит как административная единица в Кутновский повет, Лодзинское воеводство. Население — 13 230 человек (2004).

## Соседние гмины
1. Гмина Бедльно
2. Гмина Керноза
3. Гмина Опорув
4. Гмина Пацына
5. Гмина Здуны